# Pojačanje (elektronika)
U elektronici, pojačanje je mera sposobnosti kola sa dva priključka (često zvanog pojačavač) da poveća snagu ili amplitudu signala sa ulaznog na izlazni port dodavanjem energije signalu konvertovane sa nekog izvora napajanja. Ono se obično definiše kao srednji odnos amplitude signala ili snage na izlaznom portu i amplitude ili snage na ulaznom portu. Pojačanje se obično izražava koristeći logaritamske decibelske (dB) jedinice („dB pojačanje”). Pojačanje veće od jedan (veće od nula dB), amplifikacija, definišuće je svojstvo aktivne komponente ili kola, dok pasivno kolo ima pojačanje manje od jedan.
Sam termin pojačanje je dvosmislen, i može se odnositi na odnos izlaza i ulaza napona (naponsko pojačanje), struje (pojačanje struje) ili električne snage (pojačanje snage). U polju audio i opštenamenskih pojačavača, a posebno operacionih pojačavača, termin se obično odnosi na naponsko pojačanje, dok se kod radio frekventnih pojačavača on obično odnosi na pojačanje snage. Osim toga, termin pojačanje se isto tako primenjuje u sistemima kao što su senzori, gde ulaz i izlaz imaju različite jedinice; u takvim slučajevima jedinica pojačanja mora biti navedena, kao u „5 mikrovolti po fotonu” za responzivnost fotosenzora. „Pojačanje” bipolarnog tranzistora se normalno odnosi na prenosni odnos struje, bilo  („beta”, statički odnos od  podeljen sa  u nekoj operativnoj tački), ili ponekad  (pojačanje struje slabog signala, nagib grafika zavisnosti  od  u datoj tački).
Pojačanje elektronskog uređaja ili kola generalno varira sa frekvencijom primenjenog signala. Osim ukoliko je drugačije navedeno, termin se odnosi na pojačanje za frekvencije u prolaznom opsegu, predviđenom radnom frekventnom opsegu opreme. Termin pojačanje ima različita značenja u antenskom dizajnu; antensko pojačanje je odnos intenziteta zračenja sa usmerene antene na {\displaystyle P_{\text{in}}/4\pi } (srednji intenzitet radijacije iz antene bez gubitaka).

## Definicija
Pojačanje nekog aktivnog elektronskog elementa ili elektroničkog sklopa može se generalno definisati kao odnos promene veličine izlaznog električnog napona ili struje u odnosu na promenu veličine ulaznog napona ili struje. U tom se smislu razlikuje više mogućnosti gde se aktivni elementi, odnosno elektronski sklopovi mogu zamisliti kao naponski ili strujno upravljani izvore električnog napona ili struje.
Pojačanje elektronskih sklopova kao celine odnosi se u pravilu na odnos veličine izlaznog i ulaznog napona sklopa:
{\displaystyle {A_{V}}={\frac {U_{izl}}{U_{ul}}}\,}

### Pojačanje elektronske cevi
Elektronska cev pojačava naizmenični električni signal pomoću naponski upravljanog strujnog električnog izvora unutrašnjeg otpora {\displaystyle R_{i}} i struje
{\displaystyle {i_{a}}=Su_{ul}\,}
gde je S strmina elektronske cevi u radnoj tački izražena u , a {\displaystyle u_{ul}\,} naizmenični napon koji se pojavljuje na upravljačkoj rešetci elektronske cevi. Pad napona {\displaystyle u_{R}\,} na opteretnom otporu biće zavisan od međusobnog odnosa opteretnog otpora {\displaystyle R_{t}} i unutarnjeg otpora izvora 
{\displaystyle {u_{R}}=-Su_{g}{\frac {{R_{t}}{R_{i}}}{R_{t}+R_{i}}}}
te je naponsko pojačanje pojačala s elektronskom cevi određeno prema jednakosti
{\displaystyle {A_{V}}=-S{\frac {{R_{t}}{R_{i}}}{R_{t}+R_{i}}}}
Naponsko pojačanje elektroničkog sklopa s elektronskom cevi određeno je, dakle, strminom elektronske cevi i međusobnim odnosom opteretnog otpora i unutarnjeg otpora izvora, a gde se strmina elektronske cevi određuje na temelju prenosne {\displaystyle I_{a}}/{\displaystyle U_{g}} karakteristike. Pojačanje ima negativan predznak jer povećanje ulaznog naizmeničnog napona ima za posledicu smanjenje anodnog napona na izlazu.

### Pojačanje bipolarnog tranzistora
Bipolarni tranzistor predstavlja za naizmenični električni signal strujno upravljan električni izvor struje i predstavlja s nadomestnim izvorom unutarnjeg otpora {\displaystyle R_{i}} i struje
{\displaystyle {i_{c}}=h_{FE}i_{ul}\,},
gde je {\displaystyle h_{FE}} dinamički faktor strujnog pojačanja, a {\displaystyle i_{ul}\,} pobudna struja koja teče kroz bazu bipolarnog tranzistora. 
Međutim, u realnim okolnostima gde je dinamički električni otpor između baze i emitera bipolarnog tranzistora znatno veći od unutarnjeg otpora električnog izvora koji se priključuje između baze i emitera tranzistora, ova jednakost se može prikazati u nešto drukčijem obliku
{\displaystyle {i_{c}}=h_{FE}{\frac {u_{ul}}{R_{ul}}}}
gde je {\displaystyle u_{ul}\,} ulazni napon koji dolazi iz naponskog izvora, a {\displaystyle R_{ul}} dinamički otpor na ulazu tranzistora. Pad napona {\displaystyle u_{R}\,} na opteretnom otporu biće zavisan od međusobnog odnosa opteretnog otpora i unutarnjeg otpora izvora 
{\displaystyle {u_{R}}=-h_{FE}{\frac {u_{ul}}{R_{ul}}}{\frac {{R_{t}}{R_{i}}}{R_{t}+R_{i}}}}
te je naponsko pojačanje pojačala s bipolarnim tranzistorom određeno prema jednakosti
{\displaystyle {A_{V}}=-{\frac {h_{FE}}{R_{ul}}}{\frac {{R_{t}}{R_{i}}}{R_{t}+R_{i}}}}
Naponsko pojačanje elektronskog sklopa sa bipolarnim tranzistorima određeno je, dakle, prvenstveno faktorom dinamičkog strujnog pojačanja i dinamičkom ulaznom impedansom bipolarnog tranzistora te međusobnim odnosom opteretnog otpora i unutarnjeg otpora izvora. Pojačanje ima negativan predznak jer povećanje ulaznog naizmeničnog napona na bazi tranzistora ima za posledicu smanjenje kolektorskog napona na izlazu.

### Pojačanje unipolarnog tranzistora
Unipolarni tranzistor se prikazuje za naizmenični električni signal kao nadomesni naponski upravljan strujni električni izvor unutrašnjeg otpora {\displaystyle R_{i}} i struje
{\displaystyle {i_{s}}=Ku_{ul}\,}
gde je K strmina unipolarnog tranzistora u radnoj tački izražena u , a {\displaystyle u_{ul}\,} naizmenični napon koji se pojavljuje na vratima (gate) unipolarnog tranzistora. Pad napona {\displaystyle u_{R}\,} na opteretnom otporu biće zavisan od međusobnog odnosa opteretnog otpora {\displaystyle R_{t}} i unutarnjeg otpora izvora 
{\displaystyle {u_{R}}=-Ku_{ul}{\frac {{R_{t}}{R_{i}}}{R_{t}+R_{i}}}}
te je naponsko pojačanje pojačala s unipolarnim tranzistorom određeno prema jednačini
{\displaystyle {A_{V}}=-K{\frac {{R_{t}}{R_{i}}}{R_{t}+R_{i}}}}
Naponsko pojačanje elektronskog sklopa s unipolarnim tranzistorom određeno je, dakle, strminom unipolarnog tranzistora i međusobnim odnosom opteretnog otpora i unutrašnjeg otpora izvora, a gde se strmina unipolarnog tranzistora određuje na temelju prenosne {\displaystyle I_{S}}/{\displaystyle U_{G}} karakteristike, odn. karakteristike koja pokazuje zavisnost struje izvora i napona vrata. 

### Pojačanje operacijskog pojačala
Integrisani operacioni pojačavač može se smatrati u širem smislu jedinstvenom, premda složenom elektronskom komponentom. Pri razmatranju svojstava operacijskog pojačala redovno se govori isključivo o njegovu naponskom pojačanju koje može biti pozitivno, ako se razmatra neinvertirajući ulaz, odn. negativno ako se razmatra invertirajući ulaz. Pojačanje operacijskog pojačala je neuporedivo veće u odnosu na naponsko pojačanje sklopa s pojedinačnim tranzistorom ili elektronskom cevi.

## Pojačanje i frekvencijska amplitudna karakteristika
Na dovoljno niskim frekvencijama pojačanje aktivnih elektronskih elemenata i drugi parametri mogu se smatrati nezavisnim od frekvencije. Međutim, na višim frekvencijama valja uzeti u obzir različite međuelektrodne parazitne električne kapacitete (pre svega kapacitet između anode i rešetke kod elektronske cevi, između kolektora i baze bipolarnog tranzistora ili između izvora i vrata unipolarnog tranzistora). Uticajem niza činilaca pojačanje niskofrekventnih elektronskih sklopova opada za frekvencije više od nekoliko stotina, nekoliko desetina ili čak nekoliko kHz, što sve naravno zavisi od vrste i karakteristikama aktivnog elektroničkog elemenata. 
Prilike su u tom smislu specifične kod operacionih pojačala gde se pojačanje operacijskog pojačala unutar petlje negativne reakcije počinje smanjivati već za frekvencije više od oko 50 Hz (slika desno), a iz razloga osiguranja sklopa od samooscilacija.

## Literatura
- Jelaković T. “Tranzistorska audiopojačala”, Školska knjiga, Zagreb, 1973.
- Somek. B. “Elektroakustika”, Tehnička enciklopedija, Jugoslavenski Leksikografski Zavod, 1973.
- Stuart J.R. “An approach to audio amplifier design”, Wireless World, August 1973
- Kerr R.B. “Electrical Network Science”, Prentice-Hall Inc., 1977.
- Crecraft, David; Gorham, David (2003). Electronics, 2nd Ed. CRC Press. ISBN 978-0748770366.
- Agarwal, Anant; Lang, Jeffrey (2005). Foundations of Analog and Digital Electronic Circuits. Morgan Kaufmann. ISBN 978-0080506814.
- Glisson, Tildon H. (2011). Introduction to Circuit Analysis and Design. Springer Science and Business Media. ISBN 978-9048194438.
- Patronis, Gene (1987). „Amplifiers”.  Ур.: Glen Ballou. Handbook for Sound Engineers: The New Audio Cyclopedia. Howard W. Sams & Co. ISBN 978-0-672-21983-2.
- Sungook, Hong (2001). Wireless: From Marconi's Black-Box to the Audion. MIT Press. ISBN 978-0262082983.
- De Forest, Lee (1906). „The Audion; A New Receiver for Wireless Telegraphy”. Trans. AIEE. 25. doi:10.1109/t-aiee.1906.4764762. Приступљено 7. 1. 2013.
- Godfrey, Donald G. (1998). „Audion”. Historical Dictionary of American Radio. Greenwood Publishing Group. ISBN 9780313296369. Приступљено 7. 1. 2013.
- Amos, S. W. (2002). „Triode”. Newnes Dictionary of Electronics, 4th Ed. Newnes. ISBN 9780080524054. Приступљено 7. 1. 2013.
- McNicol, Donald (1946). Radio's Conquest of Space. Murray Hill Books.
- McNicol, Donald (1. 11. 1917). „The Audion Tribe”. Telegraph and Telephone Age. 21. Приступљено 12. 5. 2017.
- Encyclopedia Americana, Vol. 26. The Encyclopedia Americana Co. 1920.

## Spoljašnje veze
- „An alternate topology called the grounded bridge amplifier” (PDF). Архивирано из оригинала (PDF) 3. 4. 2013. г.
- „Amplifier Anatomy - Part 1” (PDF). Архивирано из оригинала (PDF) 10. 6. 2004. г. – contains an explanation of different amplifier classes
- „Reinventing the power amplifier” (PDF). Архивирано из оригинала (PDF) 3. 4. 2013. г.
- „Class D audio amplifiers: theory and design” (PDF). Архивирано из оригинала (PDF) 29. 9. 2007. г.
- „Class E AM Transmitter Descriptions, Circuits, Etc.”. Архивирано из оригинала 25. 07. 2011. г. Приступљено 09. 03. 2019. – tutorials, schematics, examples, and construction details